# غبغب

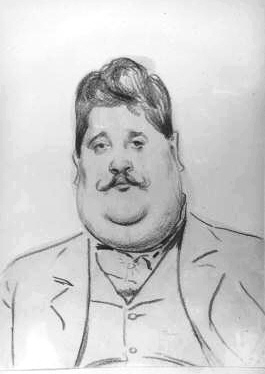
نگاره‌ای از جوزف اربن، معمار آمریکایی، مربوط به سال ۱۹۰۰، که او را با غبغب بزرگ به تصویر می‌کشد.

غبغب برجستگی یا آویزانی زیر چانه است که در اثر افتادگی عضلات و پوست صورت و گردن صورت می‌گیرد و ممکن است به‌صورت مادرزادی در فرد وجود داشته‌باشد یا در اثر چاقی فرد چربی زیر چانه جمع شود و غبغب را ایجاد کند. با این حال بیماری نیز می‌تواند باعث تجمع چربی در این ناحیه شده و خود را به شکل غبغب نشان‌دهد. 

## علل ایجاد غبغب
عوامل متعددی موجبِ ایجاد غبغب می‌شوند، از جمله چاقی و ازدیاد وزن و یا شاملو بودن میتوانند موجب افتادگی پوست زیر گلو و ایجاد غبغب شوند. افزایش سن نیز می‌تواند مؤثر باشد. با پیر شدن بدن، پوست قابلیت ارتجاعی خود را از دست می‌دهد و از قدرت و حجم عضلۀ پلاتیسما که در زیر فک تا انتهای گردن قرار دارد، کاسته می‌شود. این موضوع باعث افتادگی پوست در زیر گردن و ایجاد غبغب می‌شود.
همچنین هنگامی‌ که عضلاتِ بدن به هر دلیلی ضعیف شوند. این موضوع شامل عضلات صورت و گردن نیز می‌شود و لزوماً ارتباطی با سن یا ازدیاد وزن ِفرد ندارد. به همین سبب غبغب ممکن است در افراد نه چندان چاق و جوان نیز دیده‌شود.
کم‌کاری تیروئید، ضعف غدد فوق کلیوی، کمبود پروتئین در برنامهٔ غذایی، تغذیۀ نا‌درست و عدم تحرک کافی، می‌توانند باعث تضعیف عضلات بدن و از جمله عضلهٔ پلاتیسما شوند.
به‌طور خلاصه می‌توان گفت غبغب به دلایل زیر ایجاد می‌شود:
- نقص‌ها و مشکلات ژنتیکی و مادرزادی
- اضافه وزن و چربی انباشته‌شده در ناحیۀ گردن
- ضعف عضلات گردن
- کمبود ویتامین و پروتئین‌های مفید برای ایجاد حالت ارتجاعی عضلات و پوست گردن
- عادت به گرفتن چانه به سمت پایین
- بیماری

##### راه های از بین بردن غبغب
برای از بین بردن غبغب راه های مختلف و روش های ماساژ و ورزش متفاوتی وجود دارد
در این بخش چند نمونه از روش های موثر از بین بردن غبغب را به شما معرفی میکنیم.
1. روش غیر جراحی

–برخی متخصصان پوست با مهارت برای رفع غبغب از روش تریق ژل استفاده می‌کنند. به این صورت که ژل را به ناحیه چانه تزریق می‌کنند و با توجه به این فرآیند غبغب محو می‌شود. روش هایی نطیر آر اف، اندولیفت، لیزر فرکشنال، مزوتراپی از روش های غیرجراحی برای از بین بردن غبغب استفاده می‌کنند.
1. روش جراحی رفع غبغب

.عقب جلو کردن فک پایین، بهترین ورزش برای از بین بردن غبغب
.از بین بردن غبغب با لیزر یا لیپولیز
.از بین بردن غبغب با مزوتراپی
.رفع غبغب با هایفو
.لیپوساکشن غبغب